# Monterrrico
Monterrico – miasto w Argentynie, w prowincji Jujuy, w departamencie El Carmen.
Według danych szacunkowych na rok 2010 miejscowość liczyła 11 591 mieszkańców.